# Курьер (газета)

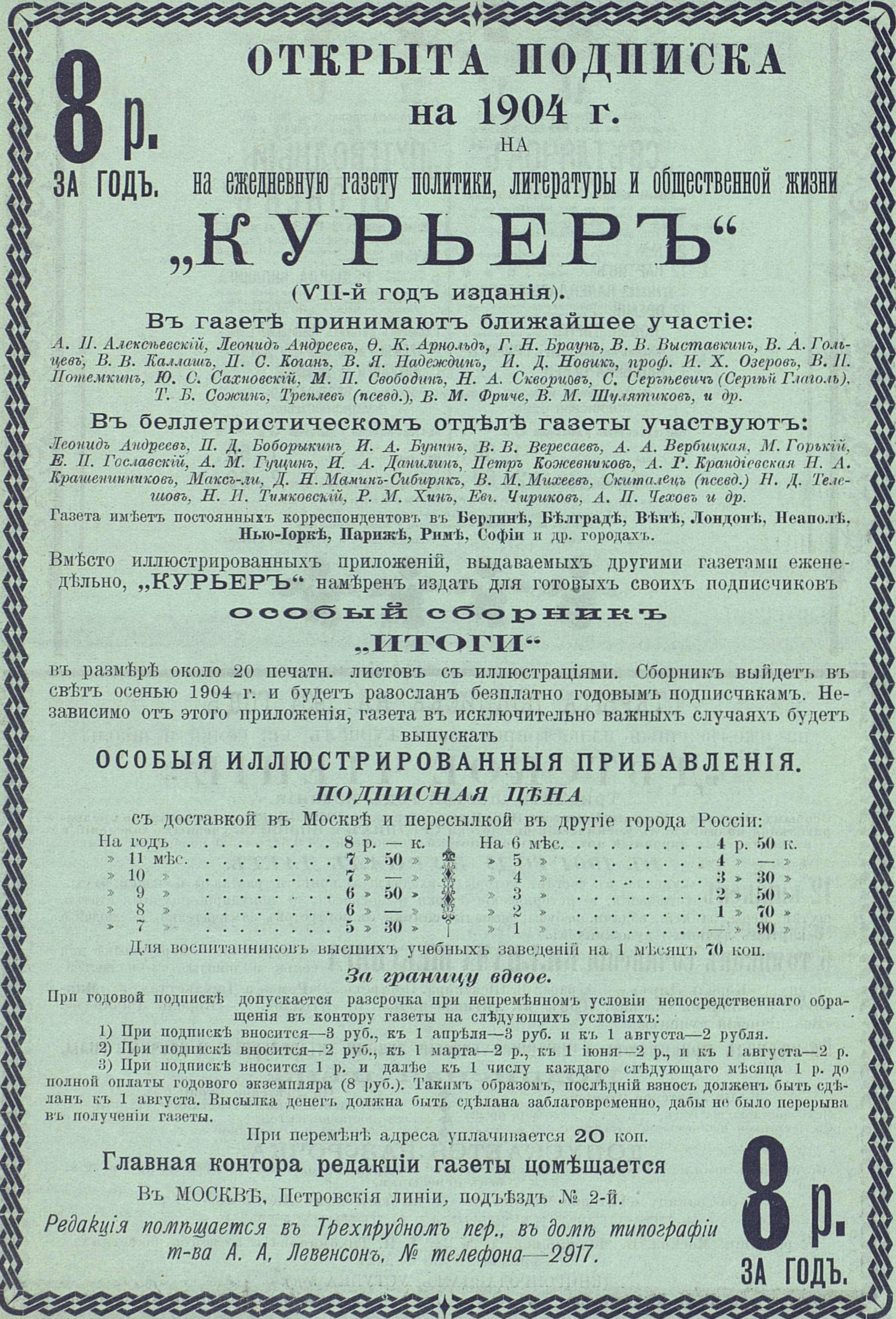
Реклама газеты, 1904 год.

«Курьер» — ежедневная демократическая газета о политике, литературе и общественной жизни, выходившая в Москве с 1897 года (с 1893 года под другим названием) по 1904.

## История
Первоначально газета издавалась под руководством кавказского князя Д. К. Нижарадзе и носила название «Торговля и промышленность». Однако в 1894 году князь переименовывает газету, и сто девяносто первый номер выходит под названием «Курьер торговли и промышленности».
В конце года Д. К. Нижарадзе исчезает с московского горизонта, «Курьер торговли и промышленности» прекращает своё существование.
В 1895 году газета возобновляется под предводительством Е. Когана.
В сентябре 1896 года редактором и владельцем «Курьера торговли и промышленности» становиться Я.А.Фейгин. В газете печатаются отчёты товариществ и обществ, рекламные статьи, имеющие громкие названия.
У Я. А. Фейгина появляется мысль стать знаменитым редактором политической газеты, а это, в свою очередь, требует продвижения и развития его издания. Он начинает с того, что составляет компанию, в которую входят: И. Д. Новик, два брата Алексеевых, имеющих большой капитал, и Е.З.Коновицер. Благодаря хорошим связям, Я. А. Фейгин меняет название «Курьер промышленности и торговли» на ежедневную газету «Курьер» с обширной программой. При помощи В. А. Гольцева собирается организация, состоящая из старых журналистов, учёных и молодёжи, таких как В. М. Фриче, В. М. Шулятиков, П. С. Коган и т. д. Именно они и составляли марксистский кружок газеты.
Первые месяцы «Курьер» шёл слабо, особого продвижения не наблюдалось, и направление не определилось. В газете встречались фельетоны, западная литература (не переведённая на русский язык), политические статьи и в противопоставление им (из-за высокой цензуры) беллетристика.
И вот в 1898 году газета достигает успеха. Причина проста: «Русские ведомости» на три месяца прекращают своё существование, и её восьмитысячные подписчики переходят к «Курьеру», как более подходящему по направлению к «Русским ведомостям».
В издании появляются: Д. Н. Мамин-Сибиряк, К. М. Станюкович, И. Н. Потапенко, И. А. Бунин,В. В. Каллаш, Д. Л. Мордовцев, Н. И. Тимковский, К. Д. Бальмонт, В. Я. Брюсов, Е. А. Буланина и другие. В то время редактором журнала становится В. П. Потёмкин.
Мерно и неспешно текла жизнь в редакции «Курьера». Все бы хорошо, только вот цензура становилась всё строже и строже, и конкурировать с бесцензурными газетами было невозможно.
В 1904 году редакция «Курьер» закрывается.

## Цензура
«Курьер» — газета с предварительной цензурой, где каждая статья проверялась цензором. По мере нарастания политических материалов, цензура начинала свирепствовать, закрывалась розница, газета лишалась объявлений. Из-за этого многие подписчики покинули «Курьер», сотрудники ушли, а редактора обвиняли чуть ли не в государственном преступлении.

### Конец деятельности
Кульминацией всего этого стало революционное стихотворение Скитальца «Гусляр»:
Я вхожу во дворец к богачу

И пропеть ему песню хочу.

Я пою ему, звонко смеясь:

На душе твоей копоть и грязь;

Не спою тебе песни такой,

Чтоб тебя очищала собой:

Пусть лежит на душе твоей тень,

Песнь свободы не нравится вам.

И звенит она, словно кистень

По пустым головам!

 (отрывок)
То ли цензура проглядела, то ли редакция недосмотрела, но оно появилось на первой странице «Курьера». Цензор С. П. Соколов арестован, номера отбираются полицией, газету закрывают. Однако ещё долгое время хитрые газетчики торговали «Курьером» «из-под полы» (незаконно).